# Operación Triunfo
Operación Triunfo (OT) es un concurso de talentos originario de España, creado por Joan Ramon Mainat, Josep María Mainat y Toni Cruz, en el que  una serie de concursantes (16) entran en una academia musical de alto rendimiento con formación integral en canto, baile, habilidades escénicas y expresión corporal; semana a semana los concursantes demuestran sus capacidades como artistas en galas en directo y en el 24 horas. Y todas las semanas se expulsa a uno de los concursantes hasta llegar a la final, donde el ganador y los cantantes que alcancen la mayor relevancia conseguirían un contrato discográfico.
Las expulsiones se producen tras la nominación del jurado. En la gala siguiente y durante la semana de nominación, el público debe votar, y estos votos son los que deciden quién sigue en la academia.
Francia fue el primer país donde se emitió Star Academy, en octubre del 2001, en la cadena pública TF1. Ese mismo mes también se estrenaría en España la primera edición de Operación Triunfo la versión Española y original del formato, en la cadena pública TVE1.

## OT/Star Academy en el mundo
- Última actualización: 17 de abril de 2025.

| País                                                                                         | Nombre Local | Canal de TV | Ganadores | Presentadores |
| -------------------------------------------------------------------------------------------- | --- | --- | --- | --- |
| África Botsuana Ghana Kenia Malaui Namibia Nigeria Sudáfrica Tanzania Uganda Zambia Zimbabue | Project Fame Web Oficial (No Activa) | M-Net Directo 24/7: DStv | 1.ª Edición, 2004: Lindiwe Alam | James Alexander (1.ª) Vusi Twala (1.ª)                                                                                           |
| África del Este Burundi Kenia Ruanda Sudán del Sur Tanzania Uganda                           | Tusker Project Fame Web Oficial (No Activa) | RTNB (5.ª) NTV (1.ª) Citizen TV (2.ª-5.ª) Ruanda TV (3.ª-5.ª) SSTV (4.ª) Channel 146 (4.ª) Channel 10 (1.ª) StarTV (2.ª-3.ª, 5.ª) TBC1 (4.ª) UBC (1.ª, 4.ª) WBS (2.ª-3.ª) NTV (5.ª) | 1.ª Edición, 2006: Valerie Kimani 2.ª Edición, 2008: Esther Nabaasa Mugizi 3.ª Edición, 2009: Alpha Rwirangira 4.ª Edición, 2010: Davis Hillary Ntare 5.ª Edición, 2012: Ruth Matete 6.ª Edición, 2013: Hope Irakoze | Gaetano Kagwa (2.ª) Fumnilayo Raimi (2.ª) Mich Egwang (3.ª-6.ª) Sheila Mwanyigah (3.ª-6.ª)                                       |
| África del Este Burundi Kenia Ruanda Sudán del Sur Tanzania Uganda                           | Tusker All-Stars | Citizen TV (1.ª) Rwanda TV (1.ª) TBC1 (1.ª) UBC (1.ª) | 1.ª Edición, 2011: Davis Hillary Ntare, Peter Msechu & Alpha Rwirangira | Mich Egwang (1.ª) Sheila Mwanyigah (1.ª)                                                                                         |
| África del Oeste                                                                             | Project Fame West Africa Web Oficial (No Activa) | Metro TV (4.ª-7.ª) Clare TV (1.ª-3.ª, 5.ª-7.ª) SKY TV (4.ª) NTA ABC TV (1.ª-3.ª) SLBC (4.ª-5.ª) | 1.ª Edición, 2008: Inyanya Mbuk 2.ª Edición, 2009: Mike Anyasodo 3.ª Edición, 2010: Chidinma Ekile 4.ª Edición, 2011: Monica Ogah 5.ª Edición, 2012: Ayobami Ayoola 6.ª Edición, 2013: Olawale Ayodele 7.ª Edición, 2014: Geoffrey Oji 8.ª Edición, 2015: Jefferey Ufedo Akoh 9.ª Edición, 2016: Okiemute Ighorodje | Dare Art Alade (1.ª) Fumnilayo Raimi (1.ª) Adaora Oleh (2.ª-6.ª) Joseph Benjamin (2.ª-9.ª) Bolanle Olukanni (7.ª-9.ª)            |
| Albania                                                                                      | Akademia e Yjeve | TV Klan | 1.ª Edición, 2006: Desconocido 2.ª Edición, 2006: Megi Laska 3.ª Edición, 2006: Iris Hoxha 4.ª Edición, 2006: Elhaida Dani 5.ª Edición, 2006: Albi Xhepa | Zana Cela (1.ª-5.ª) |
| Alemania                                                                                     | Fame Academy Web Oficial (No Activa) | RTL II Secundarios: Tele 5 MTV2 Pop | 1.ª Edición, 2003-2004: Become One | Nova Meierhenrich (1.ª) |
| Argentina                                                                                    | Operación Triunfo Web Oficial (No Activa) | Telefe Directo 24/7: DirecTV (4.ª-5.ª) | 1.ª Edición, 2003: Claudio Basso 2.ª Edición, 2004-2005: José García 3.ª Edición, 2005-2006: Benjamín Rosales 4.ª Edición, 2009: Cristian Soloa 5.ª Edición, 2012-2013 "La Banda": F.A.N.S. | Alejandro Wiebe, "Marley" (1.ª-4.ª) Germán Paoloski (5.ª)                                                                        |
| Balcanes                                                                                     | Operacija Trijumf Web Oficial (No Activa) Web Oficial de Serbia (No Activa) Web Oficial de Croacia (No Activa) Web Oficial de Macedonia (No Activa) | RTRS Nova TV A1 TV In B92 | 1.ª Edición, 2008-09: Adnan Babajić | Ana Mihajlovski (1.ª) Nikolina Pišek (1.ª) Milan Kalinić (1.ª) Maca Marinković (1.ª)                                             |
| Bélgica (en Francés)                                                                         | Star Academy Web Oficial (No Activa) | RTL-TVi Directo 24/7: Web Oficial | 1.ª Edición, 2002: Mélanie Martin's | Plastic Bertrand (1.ª) |
| Bélgica (en Neerlandés)                                                                      | Star Academy Web Oficial (No Activa) | KanaalTwee Directo 24/7: Web Oficial | 1.ª Edición, 2005: Katerine Avgoustakis | Elke Vanelderen (1.ª) Walter Grootaers (1.ª)                                                                                     |
| Bolivia                                                                                      | La Fábrica de Estrellas - Star Academy Web Oficial                                                                                                  | Red Unitel | 1.ª Edición, 2016: David Soliz 2.ª Edición, 2016: Vania | Anabel Angus (1.ª) Angélica Mérida (1.ª)                                                                                         |
| Brasil                                                                                       | Fama Web Oficial (No Activa) Web Oficial en Terra (No Activa)                                                                                       | Rede Globo Directo 24/7: SKY | 1.ª Edición, 2002: Vanessa Jackson 2.ª Edición, 2003: Marcus Vinícius 3.ª Edición, 2004: Tiago Silva 4.ª Edición, 2005: Fábio Souza | Angélica Ksyvickis (1.ª-4.ª) |
| Bulgaria                                                                                     | Star Academy Web Oficial (No Activa) | Nova Television Directo 24/7: CableTEL Nova+ | 1.ª Edición, 2005: Marin Yonchev | Maria Ilieva (1.ª) |
| Canadá (en Francés) Quebec                                                                   | Star Académie Web Oficial | TVA Streaming: TVA+ (6.ª-8.ª) Directo 24/7: Vidéotron (7.ª) | 1.ª Edición, 2003: Wilfred Le Bouthillier 2.ª Edición, 2004: Stéphanie Lapointe 3.ª Edición, 2005: Marc-André Fortin 4.ª Edición, 2009: Maxime Landry 5.ª Edición, 2012: Jean-Marc Couture 6.ª Edición, 2021: William Cloutier 7.ª Edición, 2022: Krystel Mongeau 8.ª Edición, 2025: Mia Tinayre | Julie Snyder (1.ª-5.ª) Patrice Michaud (6.ª) Marc Dupré (7.ª) Jean-Philippe Dion (8.ª)                                           |
| Chile                                                                                        | Operación Triunfo Web Oficial (No Activa) | Mega | 1.ª Edición, 2003: Mónica Rodríguez | Álvaro Escobar (1.ª) |
| España                                                                                       | Operación Triunfo Web Oficial en TVE Web Oficial en Telecinco (No Activa) Web Oficial en Prime Video                                                | La 1 (1.ª-3.ª, 9.ª-11.ª) Telecinco (4.ª-8.ª) Prime Video (12.ª-13.ª) Directo 24/7: Canal OT (1.ª-2.ª) Canal Satélite Digital (1.ª-3.ª) Ono (3.ª, 6.ª) Digital+ (5.ª-6.ª) YouTube (9.ª-13.ª) Sky (9.ª) Secundarios: La 2 (1.ª-3.ª) La Siete (7.ª-8.ª) Internacional: TVE Internacional (1.ª-3.ª, 9.ª-11.ª) | 1.ª Edición, 2001-2002: Rosa López 2.ª Edición, 2002-2003: Ainhoa Cantalapiedra 3.ª Edición, 2003-2004: Vicente Seguí 4.ª Edición, 2005: Sergio Rivero 5.ª Edición, 2006-2007: Lorena Gómez 6.ª Edición, 2008: Virginia Maestro 7.ª Edición, 2009: Mario Álvarez 8.ª Edición, 2011: Nahuel Sachak 9.ª Edición, 2017-2018: Amaia Romero 10.ª Edición, 2018: Famous Oberogo 11.ª Edición, 2020: NIA 12.ª Edición, 2023: Naiara Moreno 13.ª Edición, 2025 : Confirmada                 | Carlos Lozano (1.ª-3.ª) Jesús Vázquez (4.ª-7.ª) Pilar Rubio (8.ª) Roberto Leal (9.ª-11.ª) Chenoa (12.ª-13.ª)                     |
| Estados Unidos                                                                               | The One: Making a Music Star Web Oficial (No Activa)                                                                                                | ABC Internacional: CBC Television (Canadá) | 1.ª Edición, 2006: Cancelado | George Stroumboulopoulos (1.ª)                                                                                                   |
| Filipinas                                                                                    | Pinoy Dream Academy Web Oficial (No Activa) | ABS-CBN Secundarios: Studio 23 Directo 24/7: SkyCable | 1.ª Edición, 2006: Yeng Constantino 2.ª Edición, 2008: Laarni Losala | Bianca González (1.ª) Nikki Gil (1.ª-2.ª) Toni Gonzaga (1.ª-2.ª)                                                                 |
| Filipinas                                                                                    | Pinoy Dream Academy: Little Dreamers (Formato Teen)                                                                                                 | ABS-CBN Secundarios: Studio 23 Directo 24/7: SkyCable | 1.ª Edición, 2008: Philip Nadela | Nikki Gil (1.ª) Toni Gonzaga (1.ª)                                                                                               |
| Francia                                                                                      | Star Academy Web Oficial Web Oficial en TF1 (No Activa) Web Oficial en NRJ12 (No Activa)                                                            | TF1 (1.ª-8.ª, 10.ª-13.ª) NRJ 12 (9.ª) Directo 24/7: CanalSatellite (1.ª-2.ª) TPS (1.ª-7.ª) CanalSat (5.ª-8.ª) Noos TV (5.ª) Streaming + 24/7: MyTF1 MAX (10.ª) TF1+ (11.ª-13.ª) Secundarios: TFX (10.ª-12.ª) Internacional: AB3 (Bélgica) (9.ª)                                                           | 1.ª Edición, 2001-2002: Jenifer Bartoli 2.ª Edición, 2002: Nolwenn Leroy 3.ª Edición, 2003: Elodie Frégé 4.ª Edición, 2004: Grégory Lemarchal 5.ª Edición, 2005: Magalie Vaé 6.ª Edición, 2006: Cyril Cinelu 7.ª Edición, 2007-2008: Quentin Mosimann 8.ª Edición, 2008: Mickels Réa 9.ª Edición, 2012-2013: Laurène Bourvon 10.ª Edición, 2022: Anisha Jo Anyjaine 11.ª Edición, 2023-2024: Pierre Garnier 12.ª Edición, 2024-2025: Marine Delplace 13.ª Edición, 2025: Confirmada | Nikos Aliagas (1.ª-8.ª, 10.ª-13.ª) Mathieu Delormeau (9.ª) Tonya Kinzinger (9.ª)                                                 |
| Georgia                                                                                      | ვარსკვლავების აკადემია Web Oficial (No Activa) | Rustavi 2 | 1.ª Edición, 2008: Dimitri Lagvilava, "Dito" 2.ª Edición, 2009: Cancelado | Sopho Khalvashi (1.ª-2.ª) Giorgi Qorqia (1.ª-2.ª)                                                                                |
| Grecia                                                                                       | Fame Story Web Oficial | ANT1 (1.ª-4.ª) Star (5.ª) Directo 24/7: Web Oficial(1.ª-4.ª) Internacional: ANT1 Pacific (Australia) (1.ª-4.ª) ANT1 Satellite (América) (1.ª-4.ª) Omega Channel (Chipre) (5.ª) | 1.ª Edición, 2002-2003: Nótis Christodoúlou 2.ª Edición, 2004: Kalomoíra Saránti 3.ª Edición, 2004-2005: Periklís Stergianoúdis 4.ª Edición, 2006-2007: Leonídas Baláfas 5.ª Edición, 2023: Ánna Poltzóglou | Natalía Germanoú (1.ª) Andréas Mikroútsikos (1.ª-2.ª) Tatiána Stefanídou (3.ª) Sofía Alimpérti (4.ª) Níkos Koklónis (5.ª)        |
| Grecia                                                                                       | Star Academy Web Oficial (No Activa) | Epsilon TV Internacional: Mega One (Chipre) | 1.ª Edición, 2017: Xristina Xirokosta | Ménios Fourthiótis (1.ª) |
| Hungría                                                                                      | Star Academy Web Oficial | TV2 Secundarios: SuperTV2 | 1.ª Edición, 2016: Renáta Szőcs | Nóra Ördög (1.ª) Péter Majoros, "Majka" (1.ª)                                                                                    |
| India                                                                                        | Fame Gurukul Web Oficial (No Activa) | Sony Entertainment Television | 1.ª Edición, 2005: Qazi Touqeer & Ruprekha Banerjee | Mandira Bedi (1.ª) Manav Gohil (1.ª)                                                                                             |
| India                                                                                        | Celebrity Fame Gurukul Web Oficial (No Activa) | Sony Entertainment Television | 1.ª Edición, 2005: Amit Sareen | Mandira Bedi (1.ª) Manav Gohil (1.ª)                                                                                             |
| Indonesia                                                                                    | Star Academy Indonesia | Said Muqaffa | 1.ª Edición, 2015: Eki Febrian Gofur | Narji (1.ª) |
| Israel                                                                                       | Star Academy ישראל | Reshet 13 | 1.ª Edición, 2025: Confirmada | |
| Italia                                                                                       | Operazione Trionfo Web Oficial (No Activa) | Italia 1 Directo 24/7: Stream TV | 1.ª Edición, 2002: Bruno Cuomo | Miguel Bosé (1.ª) |
| Italia                                                                                       | Star Academy Web Oficial (No Activa) | Rai 2 | 1.ª Edición, 2011: Cancelado | Francesco Facchinetti (1.ª) |
| Kazajistán                                                                                   | Жұлдыздар фабрикасы Web Oficial (No Activa) | TV7 | 1.ª Edición, 2011: Alisher Egemberdiev | |
| Magreb                                                                                       | Star Academy Maghreb Web Oficial (No Activa) | Nessma TV Directo 24/7: CanalSat TPS | 1.ª Edición, 2007: Hagar Adnane | Nabila El Kilani (1.ª) |
| México                                                                                       | Operación Triunfo Web Oficial (No Activa) | Canal de las Estrellas Canal 5 Directo 24/7: SKY | 1.ª Edición, 2002: Darina Márquez Uribe | Jaime Camil (1.ª) |
| Moldavia                                                                                     | Fabrica de Staruri Web Oficial | Prime TV | 1.ª Edición, 2008-2009: Alexandru Manciu 2.ª Edición, 2010: Alexandru Belenki | Andreea Raicu (1.ª) Dan Negru (2.ª)                                                                                              |
| Moldavia Rumanía                                                                             | Fabrica de Staruri Web oficial de Moldavia Web Oficial (No Activa)                                                                                  | Prime TV TVR1 | 3.ª Edición, 2012: Alexandru Mataev | Marius Vizante (3.ª) |
| Mongolia                                                                                     | Оддын Академи | Edutainment TV | 1.ª Edición, 2017: The Wasabies | |
| Oriente Medio                                                                                | Star Academy (1.ª-8.ª) Web Oficial (No Activa) Star Academy Arabia (9.ª-11.ª) Web Oficial                                                           | LBC CBC (9.ª-11.ª) Directo 24/7: LBC Nagham (1.ª-8.ª) | 1.ª Edición, 2003-2004: Mohamed Attia 2.ª Edición, 2004-2005: Hisham Abdulrahman 3.ª Edición, 2005-2006: Joseph Attieh 4.ª Edición, 2006-2007: Shada Hassoun 5.ª Edición, 2008: Nader Quirat 6.ª Edición, 2009: Abdul Aziz Abdel-Hamid 7.ª Edición, 2010: Nassif Zaytoun 8.ª Edición, 2011: Nesma Mahgoub 9.ª Edición, 2013-2014: Mahmoud Mehyi 10.ª Edición, 2014: Mohammad Chahine 11.ª Edición, 2015-2016: Marwan Yousef                                                         | Hilda Khalife (1.ª-11.ª) |
| Países Bajos                                                                                 | StarMaker Web Oficial (No Activa) | Yorin | 1.ª Edición, 2001: K-otic | Gijs Staverman (1.ª) |
| Países Bajos                                                                                 | Star Academy Web Oficial (No Activa) | Yorin | 1.ª Edición, 2001: Cancelado | Danny Rook (1.ª) |
| Perú                                                                                         | Operación Triunfo Web Oficial (No Activa) | América Televisión | 1.ª Edición, 2012: Mayra Goñi | Gisela Valcárcel (1.ª) |
| Polonia                                                                                      | Fabryka Gwiazd Web Oficial (No Activa) | Polsat | 1.ª Edición, 2008: Martyna Melosik | Maciej Rock (1.ª) |
| Portugal                                                                                     | Academia de Estrelas Web Oficial (No Activa) | TVI Directo 24/7: TVI Eventos | 1.ª Edición, 2002: Mané Crestejo | Teresa Guilherme (1.ª) |
| Portugal                                                                                     | Academia de Famosos Web Oficial (No Activa) | TVI Directo 24/7: TVI Eventos | 1.ª Edición, 2003: Carla Sousa, "Romana" | Fernanda Serrano (1.ª) Paulo Pires (1.ª)                                                                                         |
| Portugal                                                                                     | Operação Triunfo Web Oficial (No Activa) | RTP 1 Internacional: RTP África RTP Internacional | 1.ª Edición, 2003: Sofia Barbosa 2.ª Edición, 2003-2004: Sofia Vitória 3.ª Edición, 2007-2008: Vânia Fernandes 4.ª Edición, 2010: Jorge Roque | Catarina Furtado (1.ª-2.ª) Sílvia Alberto (3.ª-4.ª)                                                                              |
| Reino Unido - Irlanda                                                                        | Fame Academy Web Oficial (No Activa) | BBC One Secundarios: BBC Choice (1.ª) CBBC BBC Three (2.ª) Directo 24/7: Freeview | 1.ª Edición, 2002: David Sneddon 2.ª Edición, 2003: Alex Parks | Cat Deeley (1.ª-2.ª) Patrick Kielty (1.ª-2.ª)                                                                                    |
| Reino Unido - Irlanda                                                                        | Comic Relief Does Fame Acedemy (Formato con Famosos)                                                                                                | BBC One Secundarios: CBBC BBC Three | 1.ª Edición, 2003: Will Mellor 2.ª Edición, 2005: Edith Bowman 3.ª Edición, 2007: Tara Palmer-Tomkinson | Cat Deeley (1.ª-2.ª) Patrick Kielty (1.ª-3.ª) Claudia Winkleman (3.ª)                                                            |
| Reino Unido - Irlanda                                                                        | Fame Acedemy Bursary (Formato con Instrumentos) Web Oficial (No Activa)                                                                             | BBC One | 1.ª Edición, 2003: Daniel Allinson 2.ª Edición, 2004: Daniel Powell 3.ª Edición, 2005: David Rimbault 4.ª Edición, 2006: Shona Kipling 5.ª Edición, 2007: Vishal Gopal | |
| Rumanía                                                                                      | Star Factory Web Oficial (No Activa) | Prima TV Directo 24/7: Artelecom | 1.ª Edición, 2003: Alex Velea | Andreea Raicu (1.ª) Virgil Ianțu (1.ª)                                                                                           |
| Rusia                                                                                        | Фабрика Звезд Web Oficial en Perviy Kanal (No Activa) Web Oficial en Muz (No Activa)                                                                | Perviy Kanal (1.ª-7.ª) Muz TV (8.ª) | 1.ª Edición, 2002: Pasha Artemyev 2.ª Edición, 2003: Polina Gagarina 3.ª Edición, 2003: Nikita Malinin 4.ª Edición, 2004: Irina Dubzova 5.ª Edición, 2004: Victoria Daineko 6.ª Edición, 2006: Dmitry Koldun 7.ª Edición, 2007: Anastasia Prijodko 8.ª Edición, 2017: Guzel Hasanova | Yana Churikova (1.ª-7.ª) Ksenia Sobchak (8.ª)                                                                                    |
| Rusia                                                                                        | Фабрика звёзд. Возвращение (Formato All-Stars) | Perviy Kanal | 1.ª Edición, 2011: Victoria Dayneko | Yana Churikova (1.ª) |
| Suecia                                                                                       | Fame Factory Web Oficial (No Activa) | TV3 | 1.ª Edición, 2002: Magnus Bäcklund 2.ª Edición, 2003: Anders Johansson 3.ª Edición, 2004: Johan Becker 4.ª Edición, 2005: Sandra Oxenryd | Bert Karlsson (1.ª-4.ª) |
| Turquía                                                                                      | Akademi Türkiye Web Oficial (No Activa) | ATV | 1.ª Edición, 2004: Barış Akarsu | Öykü Serter (1.ª) |
| Turquía                                                                                      | Star Akademi Türkiye Web Oficial (No Activa) | Kanal 1 | 1.ª Edición, 2008: Bahadir Sağlam | Öykü Serter (1.ª) |
| Turquía                                                                                      | Star Akademi Web Oficial (No Activa) | StarTV | 1.ª Edición, 2011: Giray Songül | Öykü Serter (1.ª) |
| Ucrania                                                                                      | Фабрика Зірок Web Oficial (No Activa) | Novyi Kanal | 1.ª Edición, 2007: Olga Tsibulska & Alexander Bodyansky 2.ª Edición, 2008: Vladimir Dantes & Vadim Oleynik 3.ª Edición, 2009: Stas Shurins 4.ª Edición, 2011: Yulia Rudneva | Andriy Domansky (1.ª, 3.ª) Vasilisa Frolova (1.ª) Dmitry Shepelev (2.ª) Masha Efrosinina (3.ª) Erika (4.ª) Oleksandr Pedan (4.ª) |
| Ucrania                                                                                      | Фабрика Суперфінал | Novyi Kanal | 1.ª Edición, 2010: Oleksiy Matias | Masha Efrosinina (1.ª) |
| Vietnam                                                                                      | Star Academy: Ngôi nhà âm nhạc Web Oficial (No Activa)                                                                                              | HTV | 1.ª Edición, 2012: Phạm Quốc Huy | Yến Trang (1.ª) Tuấn Tú (1.ª) |
| Vietnam                                                                                      | Star Academy: Học viện ngôi sao Web Oficial (No Activa)                                                                                             | VTV6 | 1.ª Edición, 2014: Hòa Minzy 2.ª Edición, 2015: Thảo Nhi | Dustin Nguyễn (1.ª-2.ª) Tú Linh (1.ª-2.ª)                                                                                        |

- Nota: Las webs no activas solo están disponibles meditante el archivo web Archive.org.

     País que emite Star Academy.
     País que prevé emitir Star Academy.
     País que negocia una nueva edición de Star Academy.[cita requerida]
     País que canceló su edición de Star Academy.

## Programas relacionados
- Factor X, creado por la productora FremantleMedia.
  - Países: Arabia Saudí, Australia, Bélgica, Chile, Colombia, Dinamarca, Egipto, España, Finlandia, Países Bajos, Irak, Islandia, Italia, Jordania, Kazajistán, Kuwait, Marruecos, Omán, República Checa, Perú, Reino Unido, Rusia, Somalia, Siria, Túnez.
- Idols, creado por la productora FremantleMedia.
  - Países: Alemania, Arabia Saudí, Argelia, Argentina, Armenia, Australia, Baréin, Benín, Bélgica, Botsuana, Brasil, Bulgaria, Burkina Faso, Burundi, Cabo Verde, Canadá, Chile, Colombia, Comoras, Costa de Marfil, Croacia, Dinamarca, Ecuador, Egipto, El Salvador, Emiratos Árabes Unidos, Eritrea, España, Eslovaquia, Estados Unidos, Estonia, Etiopía, Filipinas, Finlandia, Francia, Gambia, Ghana, Grecia, Guinea, Guinea-Bissau, India, Indonesia, Irak, Islandia, Jordania, Katar, Kazajistán, Kenia, Kuwait, Lesoto, Líbano, Liberia, Libia, Madagascar, Malasia, Malaui, Malí, Malta, Marruecos, Mauritania, Níger, Montenegro, Mozambique, Namibia, Nigeria, Noruega, Nueva Zelanda, Omán, Países Bajos, Pakistán, Polonia, Portugal, Puerto Rico, Reino Unido, República Checa, Rusia, Ruanda, Santa Helena, Senegal, Serbia, Seychelles, Sierra Leona, Singapur, Siria, Somalia, Suazilandia, Sudáfrica, Sudán, Suecia, Tanzania, Territorios Palestinos, Togo, Turquía, Túnez, Uganda, Venezuela, Vietnam, Yemen, Yibuti, Zambia, Zimbabue.
- The Voice, creado por la empresa neerlandesa Talpa Media Group.
  - Países: Afganistán, Albania, Alemania, Arabia, Argentina, Armenia, Australia, Azerbaiyán, Bélgica, Brasil, Bulgaria, Canadá, China, Chile, Colombia, Corea del Sur, Dinamarca, España, Estados Unidos, Filipinas, Finlandia, Francia, Georgia, Grecia, Hungría, India, Indonesia, Irlanda, Israel, Italia, Lituania, México, Noruega, Países Bajos, Perú, Polonia, Portugal, Reino Unido, República Checa, Eslovaquia, Rumania, Rusia, Suecia, Suiza, Tailandia, Turquía, Ucrania, Vietnam.
- Popstars, creado por la productora FremantleMedia.
  - Países: Alemania, Argentina, Australia, Bélgica, Brasil, Canadá, Colombia, Dinamarca, Ecuador, Eslovenia, España, Estados Unidos, Filipinas, Finlandia, Francia, Grecia, India, Indonesia, Irlanda, Italia, Malasia, México, Noruega, Nueva Zelanda, Países Bajos, Portugal, Reino Unido, Rumania, Rusia, Sudáfrica, Suecia, Suiza, Turquía.
- Protagonistas de la música es el formato musical de Protagonistas de novela.
  - Países: Chile, Estados Unidos, Países Bajos, Portugal.
- La Academia, creado por la productora Nostromo Productions.
  - Países: Azerbaiyán, Estados Unidos, Indonesia, Malasia, México, Tailandia, Honduras, Paraguay, Guatemala, Costa Rica, Nicaragua, Panamá, El Salvador.

## Filmografía
- OT: La película, película que salió en 2002, tras la conclusión de la primera edición en España narrando las vivencias de los concursantes de la primera edición durante su gira por todo el país.
- American Dreamz, película de 2006 inspirada en un programa de este estilo dirigida por Paul Weitz y protagonizada por Hugh Grant.